# Rangifer tarandus buskensis
A Rangifer tarandus buskensis az emlősök (Mammalia) osztályának párosujjú patások (Artiodactyla) rendjébe, ezen belül a szarvasfélék (Cervidae) családjába tartozó rénszarvas (Rangifer tarandus) egyik eurázsiai alfaja.
Egyes rendszerező szerint, azonos a finn erdei rénszarvassal (Rangifer tarandus fennicus); és ennek az állatnak az ázsiai állományát képviseli.

## Előfordulása
A Rangifer tarandus buskensis egyike az Oroszországban is előforduló alfajoknak. Kazahsztánban és az Altaj hegység környékén lelhető fel. Az erdőkben élő rénszarvasok közé tartozik.